# Remezov
Remezov je priimek več oseb:
- Fjodor Nikitič Remezov, sovjetski general
- Semjon Uljanovič Remezov, sibirski zgodovinar in geograf
- Genadij Viktorovič Remezov, ruski nogometaš